# 22547 Kimberscott
22547 Kimberscott este un asteroid din centura principală de asteroizi.

## Descriere
22547 Kimberscott este un asteroid din centura principală de asteroizi. A fost descoperit pe 24 martie 1998 la Socorro, New Mexico, în cadrul proiectului LINEAR. Asteroidul prezintă o orbită caracterizată de o semiaxă mare de 2,68 ua, o excentricitate de 0,06 și o înclinație de 5,4° în raport cu ecliptica.